# Van Dalecollege

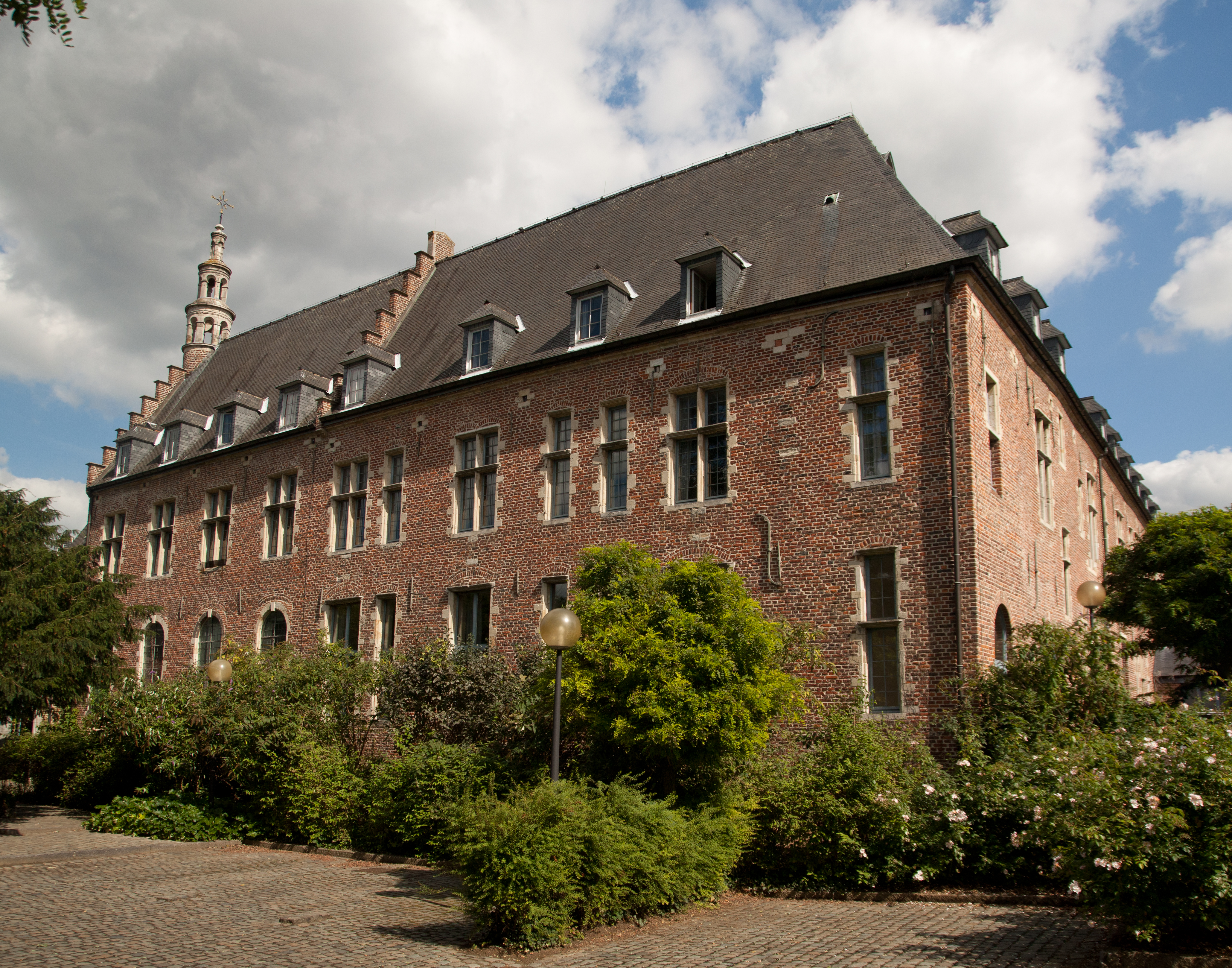
Van Dalecollege, achterzijde

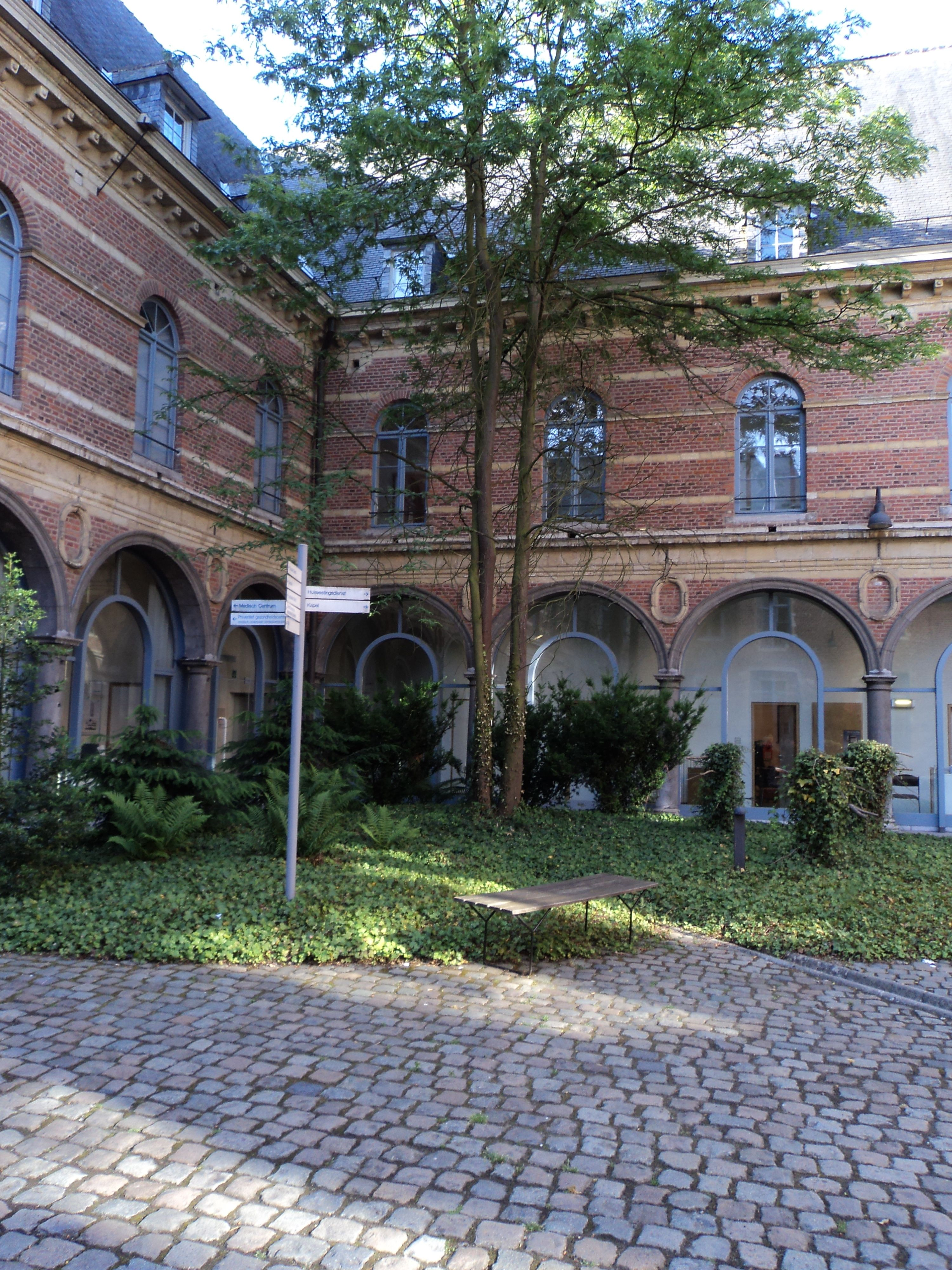
Eerste binnenkoer, met presidentswoning

Het Van Dalecollege is een collegegebouw van de Katholieke Universiteit Leuven in de Naamsestraat in de Belgische stad Leuven (provincie Vlaams-Brabant). In 1569 stichtte Pieter van Dale het college. Vandaag zijn er de diensten Studentenvoorzieningen gehuisvest.
De tuin van het college werd tot het Van Dalepark omgevormd.

## Historiek

### In de Spaanse en Oostenrijkse Nederlanden
De Antwerpse kanunnik Pieter van Dale stichtte het college met zijn naam in Leuven (1569). Het was een van de studentenhuizen van de Universiteit van Leuven, die toen alle in private handen waren. Het studentenhuis van Pieter van Dale was gelegen aan de Prooststraat, vandaag het deel van de Naamsestraat tussen het stadhuis van Leuven en de Parkstraat. Het oudste deel was een studentenhuis(je) aan de Raamstraat, een steegje tussen de Naamsestraat en de Ramberg.
Van Dale organiseerde er onderdak voor studenten hetzij uit zijn familie hetzij uit Antwerpen of Aalst, twee steden waar hij kerkelijk actief was. Studenten volgden er studies van filosofie, theologie of kerkelijk recht. Zij dienden een soutane te dragen en de kerkdiensten in de kapel (ingewijd 1571) te volgen.
Omwille van talrijke giften, onder meer van de heren van Grimbergen, werd een groot complex uitgebouwd. Aan de Naamsestraat ging een huis met trapgevel tegen de vlakte om plaats te maken voor de grote gevel met de toegangspoort. Het college bestaat uit een vierkante gebouw met vier aansluitende gevels, wat uniek is als collegegebouw. De voorgevel, die de oostelijke gevel is, staat aan de Naamsestraat. De westgevel is de presidentswoning. Dit vierkanten gebouw omsluit de eerste binnenkoer. Door bijgebouwen en de kapel is er een tweede binnenkoer. Hier staat de waterpomp, met barokke versieringen. De studenten beschikten ook over stallingen, een wijngaard en een ommuurde tuin van 1 hectare oppervlak. De klokkentoren van de kapel was oorspronkelijk versierd met een beeld van de stichter van Dale; in de kapel stond zijn graf, in wit marmer, met een beeld van hem op het graf. Deze versieringen zijn in de loop van de tijd verdwenen.
De gebouwen dateren van het einde van de 16e eeuw en het begin van de 17e eeuw; de laatste binnenversiering dateert van de 18e eeuw, bijvoorbeeld de plafondschilderingen.
De gouverneurs-generaal van de Spaanse Nederlanden, en later de Oostenrijkse Nederlanden, vertoefden graag in het Van Dalecollege. Ze aten en sliepen er bij hun bezoeken aan de stad Leuven.

### Na de Franse Revolutie
Het Frans bestuur in de Nederlanden schafte de universiteit van Leuven af (1797). Zij schonk het Van Dalecollege aan het stadsbestuur van Leuven. In de 19e eeuw bracht Leuven er een afdeling onder van de Openbare Onderstand: het Van Dalecollege werd een schuilplaats en werkplaats van liefdadigheid. Onvermogende bejaarden konden er verblijven.
Van 1945 tot 1960 was het Van Dalecollege een lyceum voor meisjes. Nadien stond het vele jaren onbewoond. De Katholieke Universiteit Leuven kocht het gebouw in 1971 en restaureerde het grondig. Zij vestigde er de Dienst Studentenvoorzieningen.

## Illustraties

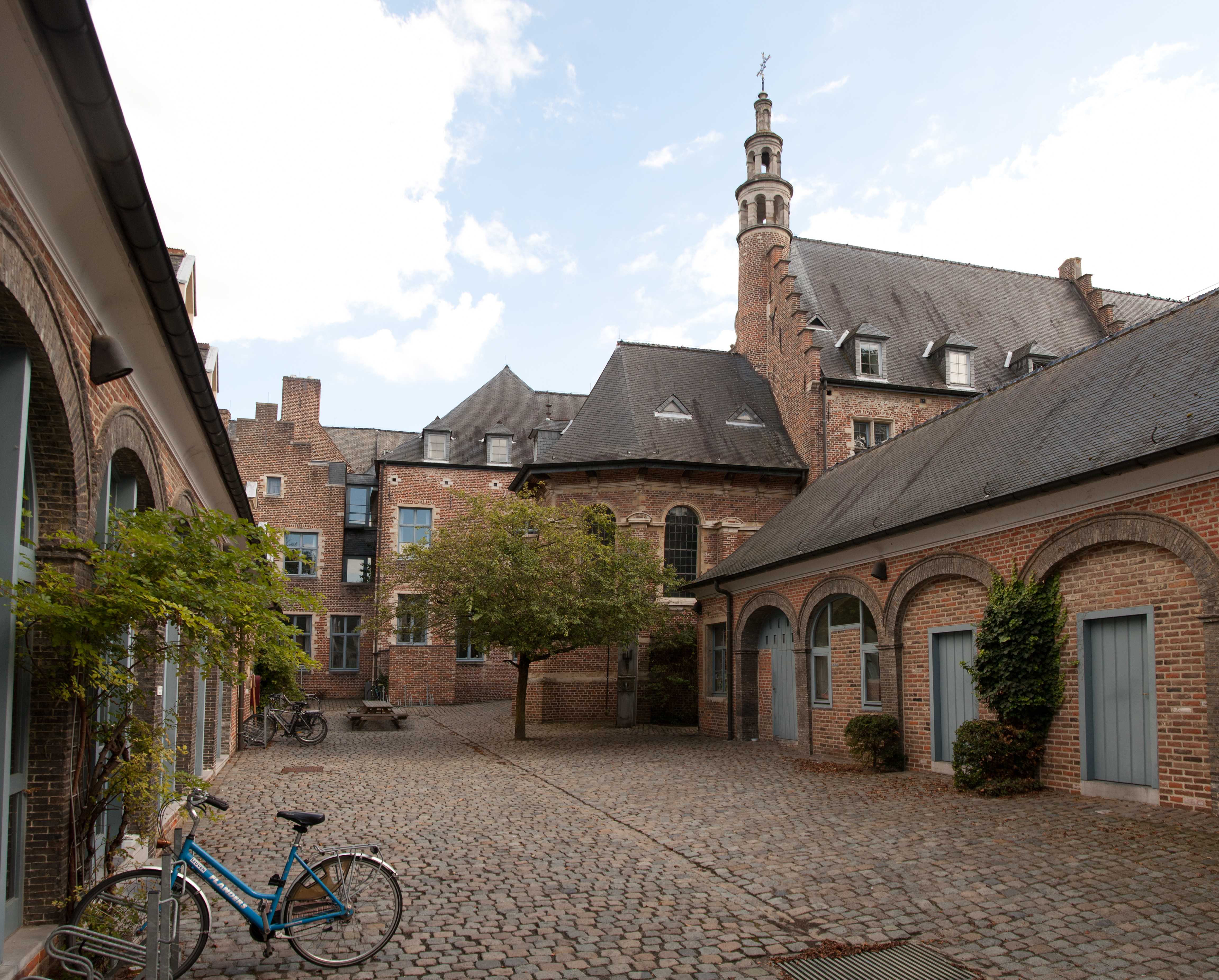
Tweede binnenkoer, met kapel en waterpomp
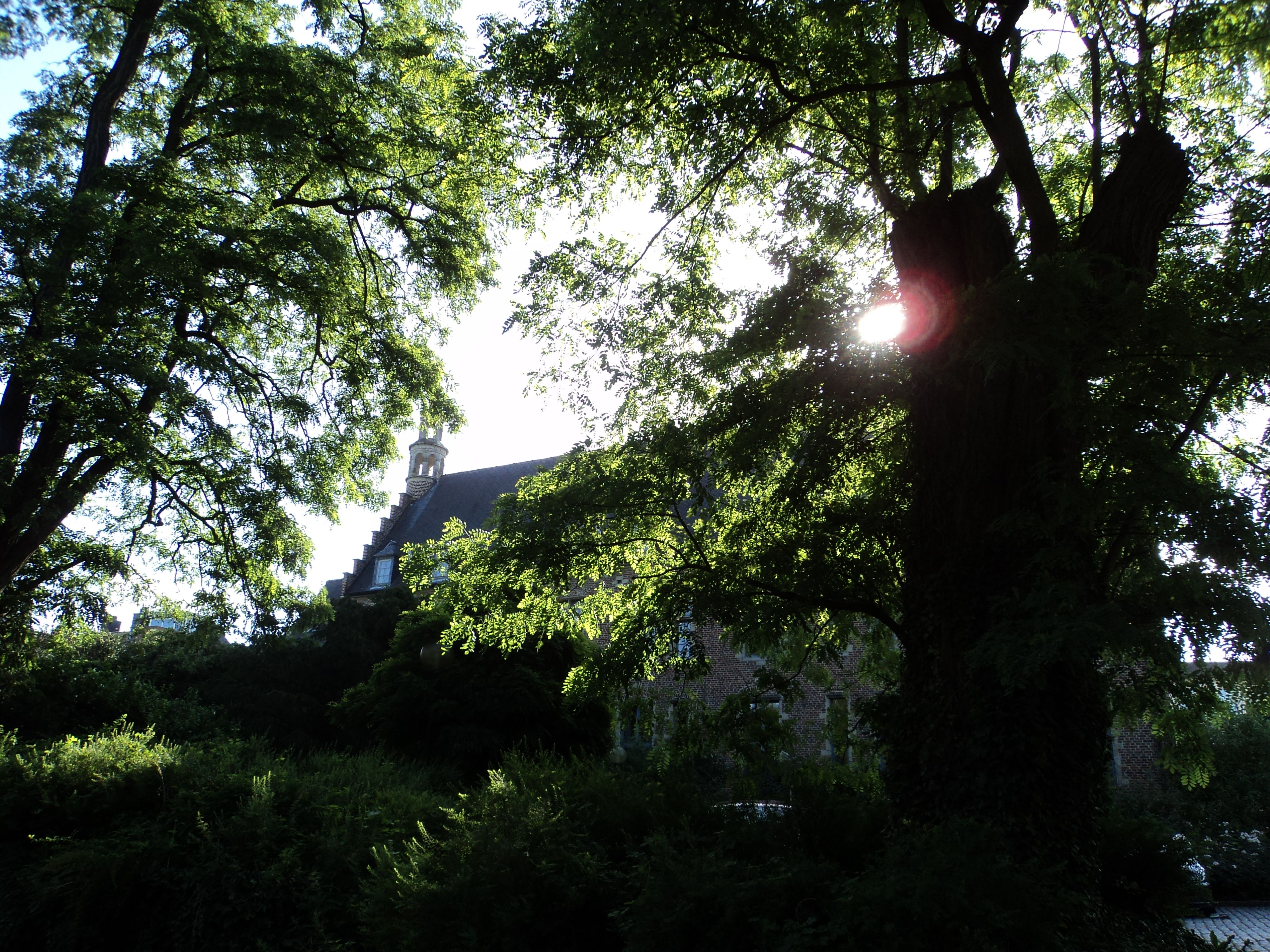
Collegetuin van 1 ha
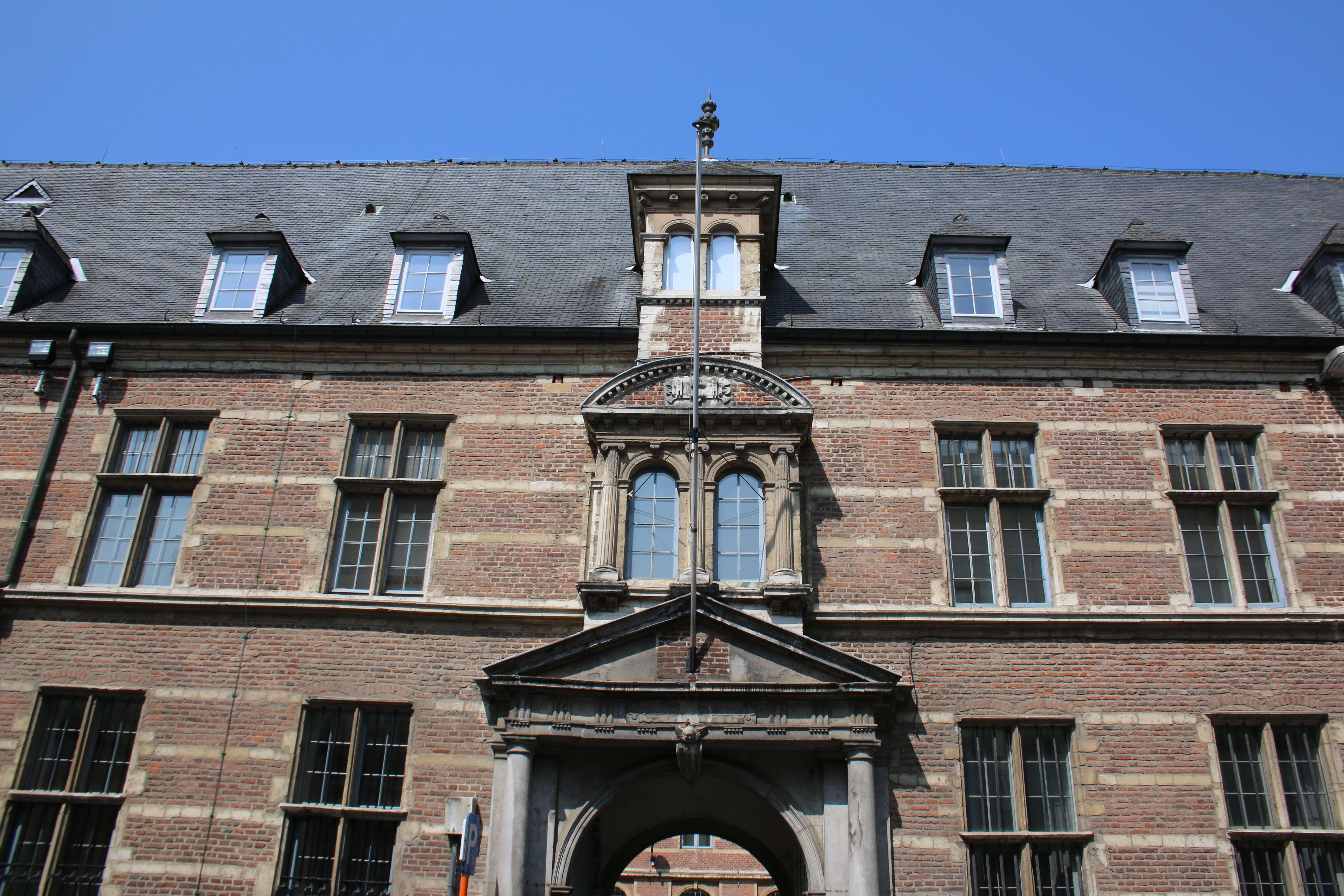
Voorgevel aan de Naamsestraat
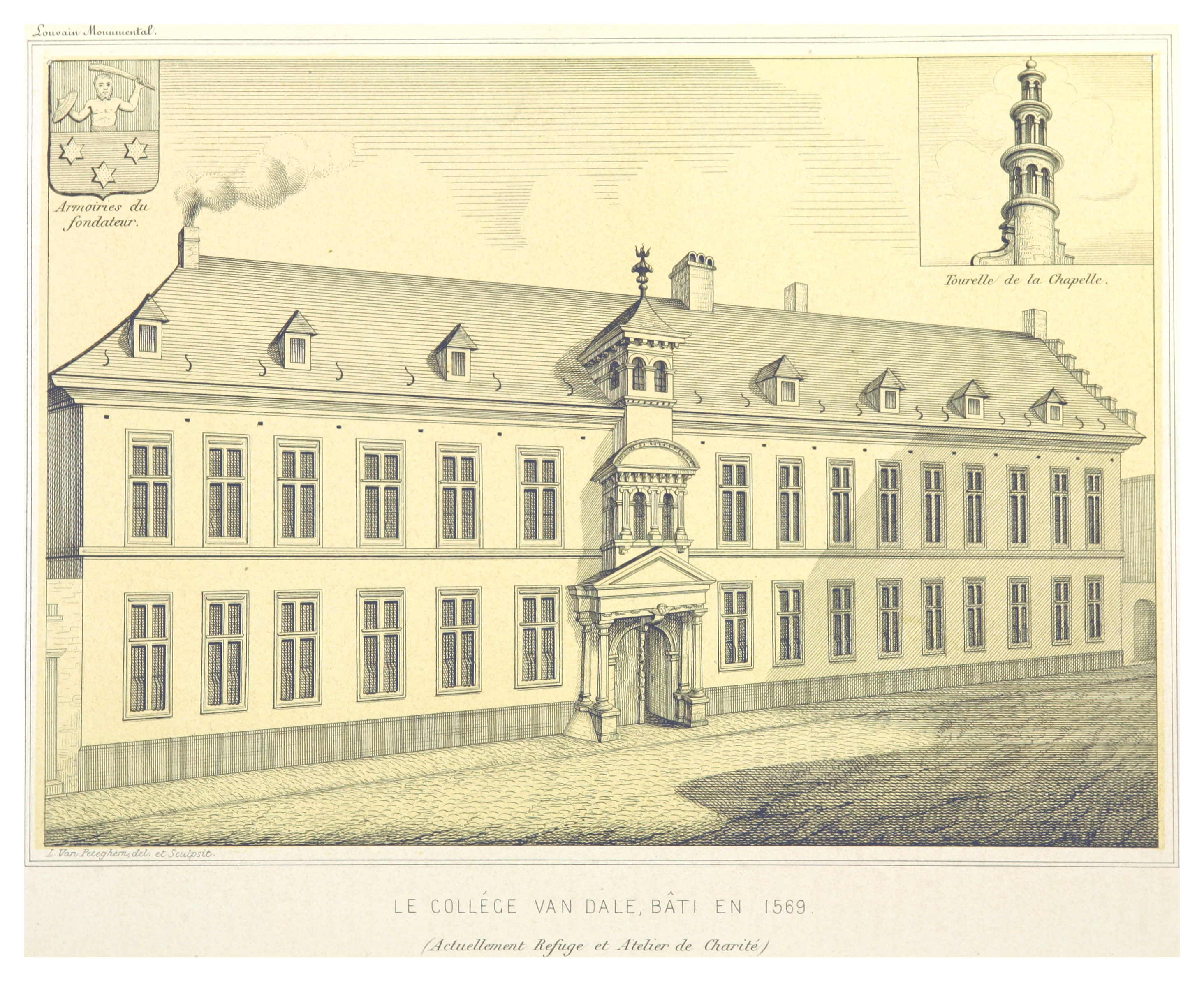
19e-eeuwse prent door Edward Van Even